# Grundstücksteilung

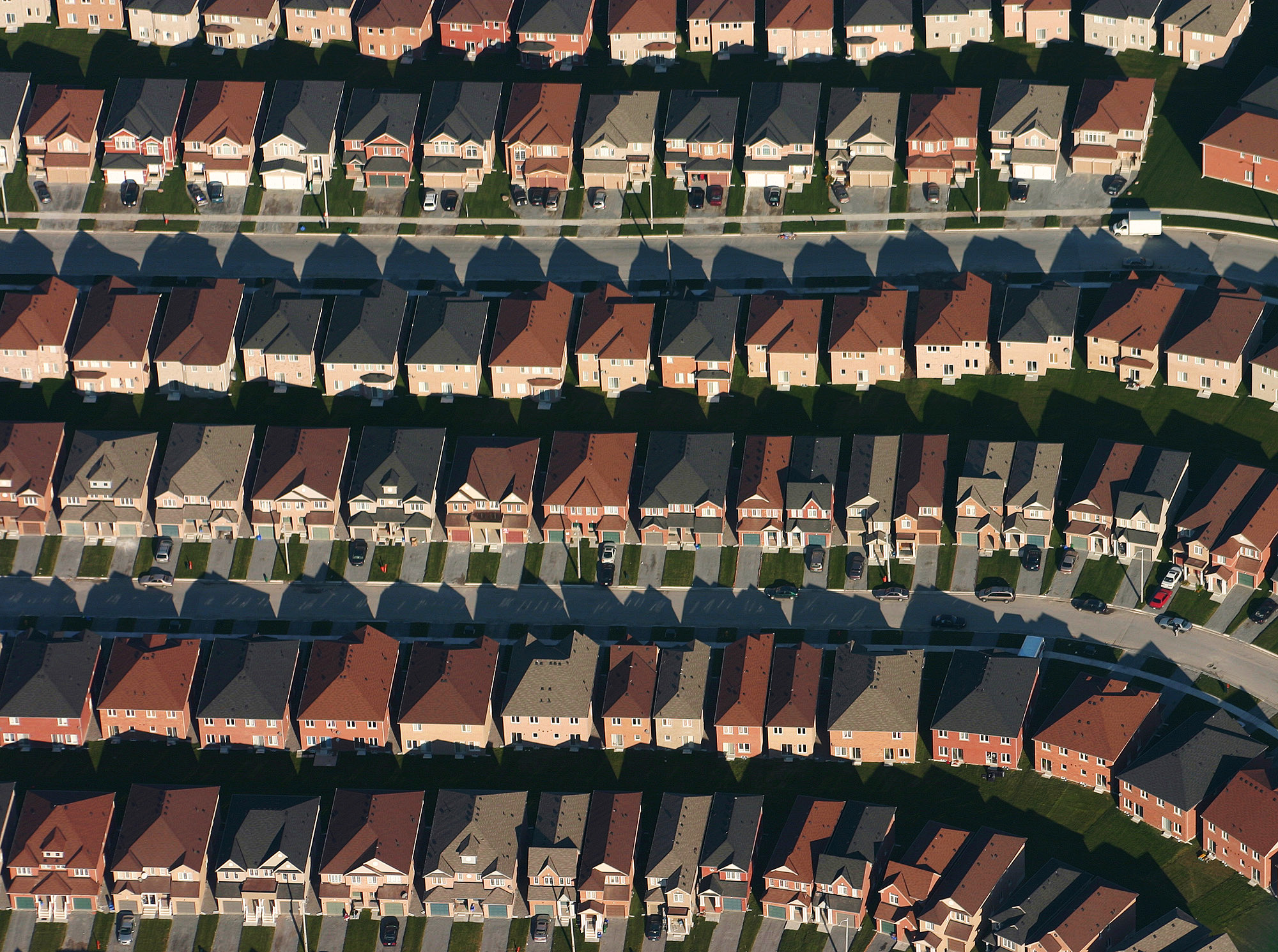
Parzellierte Wohnsiedlung nahe Markham (Ontario)

Eine Grundstücksteilung (oder Parzellierung) ist im Grundstücksrecht die Aufteilung eines bestehenden Grundstückes in zwei oder mehrere rechtlich selbständige Grundstücke.

## Allgemeines
Ein im Grundbuch eingetragenes Grundstück muss nicht stets in der eingetragenen Größe erhalten bleiben, sondern kann seine Grundstücksfläche ändern. Dabei darf sich die ursprüngliche Fläche sowohl vergrößern als auch verkleinern. Das muss jedoch im Grundbuch vollzogen werden, was nur möglich ist, wenn  Rechtsvorschriften dies vorsehen. Die Grundstücksteilung ist im BGB allerdings nicht ausdrücklich geregelt. Anders als bei der Grundstücksvereinigung (§ 890 Abs. 1 BGB) und der Zuschreibung (§ 890 Abs. 2 BGB) müssen daher andere Vorschriften analog herangezogen werden.

## Rechtsfragen
Baurechtlich verankert ist die Grundstücksteilung in § 19 Baugesetzbuch (BauGB). Danach ist die Teilung eines Grundstücks die dem Grundbuchamt gegenüber abgegebene oder sonst wie erkennbar gemachte Erklärung des Grundstückseigentümers, dass ein Grundstücksteil grundbuchmäßig abgeschrieben und als selbständiges Grundstück oder als ein Grundstück zusammen mit anderen Grundstücken oder mit Teilen anderer Grundstücke eingetragen werden soll. Die Teilung von einem in (mindestens) zwei Grundstücke geschieht demnach durch Abschreibung gemäß § 2 Abs. 3 GBO, wonach ein Teil eines Grundstücks von diesem nur abgeschrieben werden darf, wenn er im amtlichen Verzeichnis unter einer besonderen Nummer verzeichnet ist. Die reale Teilung eines bebauten Grundstücks ist nur zulässig, wenn hierdurch keine Verhältnisse geschaffen werden, die bauordnungsrechtliche oder bauplanungsrechtliche Vorgaben verletzen. So müssen etwa die in den einschlägigen Landesbauordnungen aufgestellten Anforderungen an Abstandsflächen, Brandschutz, Erschließung und Zugang für die Feuerwehr gewahrt werden. 
Die Erklärung des Eigentümers hat gemäß § 29 GBO durch notarielle Beglaubigung zu erfolgen.

## Rechtsfolgen
Das Grundbuchamt nimmt die Eintragung aufgrund der beglaubigten Erklärung vor, indem es die zu teilenden Grundstücksflächen aus dem Bestandsverzeichnis des Grundbuchs löscht und in ein neu zu bildendes Grundbuch überträgt. Die ursprünglichen Grundstücksrechte setzen sich an den neu gebildeten Grundstücken fort, Grundpfandrechte bleiben gemäß § 1132 BGB bestehen. Bei Grunddienstbarkeiten gilt, dass bei Teilung des herrschenden Grundstücks die Grunddienstbarkeit für die neu gebildeten Teile fortbesteht (§ 1025 BGB), das gilt auch für Reallasten (§ 1109 BGB).
Aufgrund bestimmter Rechtsfolgen, die hieraus resultieren (z. B. Grunderwerbsteuer, Grundsteuer, Eigentumsrechte), ist die Teilung in einem Veränderungsnachweis bzw. Fortführungsnachweis zu dokumentieren, zudem ist das Grundstücks- bzw. Liegenschaftskataster nachzuführen.

## Durchführung
Berechtigt zur Durchführung von Teilungen sind in Deutschland die Vermessungs- und Katasterverwaltung und  auch öffentlich bestellte Vermessungsingenieure. Eine Voraussetzung zur Grundstücksteilung ist zudem eine Vermessung zur Flurstückszerlegung. Wurden neue Flurstücke gebildet, führt dies für die Beteiligten zu einem Auszug aus dem Veränderungsnachweis, der ebenfalls die Grundlage zur Eintragung im Bestandsverzeichnis des Grundbuchs bildet. Eine Ausnahme stellt das Bundesland Bayern dar, in dem nur die Vermessungs- und Katasterverwaltung Teilungen durchführen darf. In Österreich sind Zivilingenieure des Vermessungswesens und Beamte der Vermessungsverwaltungen zuständig.
Der häufigste Fall der Grundstücksteilung ist die Teilung eines Grundstücks in Miteigentumsanteile im Rahmen des Wohnungseigentums durch Teilungserklärung, wobei nach § 8 Abs. 1 WEG mit jedem Anteil das Sondereigentum an einer bestimmten Wohnung oder an nicht zu Wohnzwecken dienenden bestimmten Räumen (Teileigentum) in einem auf dem Grundstück errichteten oder zu errichtenden Gebäude verbunden ist. Es handelt sich zwar rechtlich um eine echte Grundstücksteilung, doch ist sie tatsächlich eine ideelle, weil keine neuen Grundstücke gebildet werden. 
In einem Sanierungsgebiet bedarf gemäß § 144 Abs. 2 Nr. 5 BauGB die Grundstücksteilung der Genehmigung der Gemeinde.